# Стево Николић
Стево Николић (Шамац, 4. децембар 1984) је српски фудбалер који тренутно наступа за Равну Гору из Барајева . Игра на позицији нападача.

## Каријера
Са 15 година одлази у ФК Обилић где пролази млађе категорије а од 2002. године игра за први тим. ФК Модрича Максима откупљује његов уговор. У дресу Модриче одиграо је 99 утакмица и постигао 45 голова. Након четири године прелази у румунски Оцелул у којем је за две сезоне, које је провео у том клубу, имао 7 наступа, без постигнутих голова. Лета 2010. године прелази у бањалучки Борац.

## Трофеји

### Модрича
- Првенство Босне и Херцеговине (1) : 2007/08.
- Куп Републике Српске (1) : 2007.

### Борац Бања Лука
- Првенство Босне и Херцеговине (1) : 2010/11.
- Куп Републике Српске (1) : 2011.

### Дебрецин
- Првенство Мађарске (1) : 2011/12.
- Куп Мађарске (1) : 2011/12.

### Зрињски Мостар
- Првенство Босне и Херцеговине (2) : 2013/14, 2015/16.